# Ingmarie Nilsson
Ingmarie Nilsson (från cirka 1998 Eriksson), född 26 januari 1966 är en svensk före detta friidrottare. Mellan år 1993 och 2004 tog hon ett flertal SM-guld på halvmaraton, maraton och i terränglöpning.

## Personliga rekord
| Utomhus - 3 000 meter – 10:03,37 (Karlstad 15 juli 1998) - 5 000 meter – 16:39,29 (Karlskrona 11 augusti 1996) - 10 000 meter – 33:52,96 (Karlskrona 9 augusti 1996) - Maraton – 2:33:03 (Stockholm 10 juni 1995) | Inomhus - 1 500 meter – 4:32,87 (Göteborg 31 januari 1998) - 3 000 meter – 9:37,37 (Göteborg 31 januari 1998) |